# گابی سیلویا
گابی سیلویا (ایتالیایی: Gaby Sylvia؛ ‏ ۲۴ مارس ۱۹۲۰ – ۲۶ ژوئیهٔ ۱۹۸۰) بازیگر اهل ایتالیا بود.
از فیلم‌ها یا مجموعه‌های تلویزیونی که وی در آنها نقش داشته است، می‌توان به بهمن اشاره کرد.